# ブロンド級偵察巡洋艦
ブロンド級偵察巡洋艦 (Blonde class) はイギリス海軍の巡洋艦。ボーデシア級の改正型で、10.2cm砲が6基から10基になり、魚雷発射管が45cmから53.3cmに変更されている。しかし、速力は低下している。1910年、1911年竣工。

## 同型艦
- ブロンド
- ブランチ